# Santísimo Cristo del Perdón (Santa Cruz de La Palma)
El Santísimo Cristo del Perdón es una imagen de Jesucristo cautivo o maniatado, perteneciente al grupo escultórico de La Negación de San Pedro realizado en 1821 por el escultor Fernando Estévez de Salas para la Parroquia Matriz de El Salvador de Santa Cruz de La Palma.

## La relación de Estévez con La Palma
El sacerdote palmero D. Manuel Díaz Hernández (1774-1863), una de las personalidades más interesantes de Canarias en su época por su talante liberal y sus inquietudes artísticas, tuvo que refugiarse en Tenerife por enemistades políticas. Precisamente es en La Orotava donde el sacerdote y artista palmero conoce al escultor Fernando Estévez, quien le instruye en técnicas de escultura. La amistad entre ambos y la afinidad artística que hacía de ese clérigo un gran admirador del orotavense hace que Manuel Díaz le encargara al maestro algunas de las piezas más bellas salidas de su gubia.

## La imagen del Redentor
La imagen del Santísimo Cristo fue encargada y costeada por el propio sacerdote, siendo la primera obra de Estévez en llegar a La Palma. Fue realizada en 1821 para la cofradía de San Pedro, que había sido fundada por el clero en el año 1661
La imagen presenta a Cristo de pie, maniatado en su prendimiento, de 1.60 m de altura y concebida bajo los cánones ideales griegos, donde lo más destacado de la imagen es el cuidado tallado de su rostro, que posee una suavidad que comunica a los fieles la serenidad del Maestro ante la negativa de su discípulo. Aunque no por ello se ha de infravalorar el resto de la obra que, como dice Fuentes Pérez, recuerda a un "atleta griego" y añade que “de pie, con las manos atadas, mira plácidamente a su discípulo arrepentido. El rostro del Redentor, magistralmente tallado, contiene una fuerza espiritual poco común en la imaginería religiosa”. También Acosta Felipe explicaba que “sus manos atadas y la soga denuncian que está preso, pero nunca una mirada ha sido más libre". 
Este grupo escultórico ha sido considerado por muchos historiadores del arte como la obra cumbre del escultor orotavense, rivalizando dicho título con las imágenes del Nazareno, también de la capital palmera, y con el San Pedro Apóstol de la Parroquia de Ntra. Sra. de la Concepción de La Orotava.

### La Leyenda
Existe una curiosa leyenda muy antigua que se ha transmitido hasta la actualidad y que narra que, estando Estévez en su taller contemplando la imagen del Cristo, dando los últimos retoques a su obra ya acabada, se sintió desfallecer al mismo tiempo que sintió una voz atronadora en su interior que le dijo: "¿Dónde me has visto que tan bien me has igualado?"

## La imagen del Apóstol

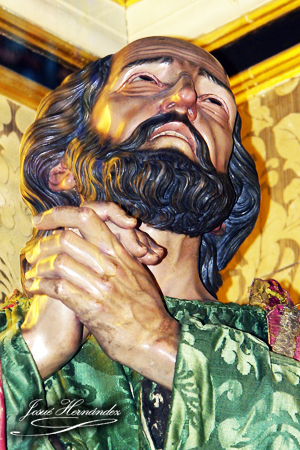
San Pedro Penitente (1822)

La bella esfigie de San Pedro Penitente fue realizada en 1822, un año más tarde que el Cristo, según explica una carta enviada por el maestro a D. Francisco de Lugo y Viña, natural y vecino de Santa Cruz de La Palma, fechada el 28 de julio de 1821, en la que se establecía un contrato para realizar con la máxima celeridad posible la talla de "San Pedro". Más tarde, en otra carta fechada el 28 de diciembre de 1821, el artista, que por alguna razón no pudo concluir este trabajo que había empezado en el verano, dice “procurare hacer lo más pronto que me sea posible la cabeza y manos qu. en ella me encarga no reparando en los dies pes qu. se rebajaron del primer precio…”. En el dorso de esta misiva aparecen consignados otros gastos relativos a la talla: “Por otra ps. tres y medio rrta. costo del cajón y conducción de la Villa de la Orotava a esta Ciudad… por dos ps. gastos en acomodar la nueva cabeza y manos del cuerpo antiguo … suman 5 ps. 3 rta. 3 qs. corrientes.”
La talla pudo procesionar, ya finalizada, en la Semana Santa de 1822, tal y como se explica en las páginas relativas a la Cofradía de San Pedro, localizadas en el Archivo Parroquial. 
El apóstol se muestra arrodillado, con las manos entrecruzadas y mirando abatido a Cristo. La postura responde al modelo tradicional de la representación del apóstol en el paso de La Negración. Un modelo iconográfico con el que Estévez estuvo en contacto desde su formación, pues la La Concepción de La Orotava contaba desde mediados del siglo XVIII con una talla atribuida a Sebastián Fernández Méndez "el joven", pieza en la que el mismo Estévez intervendría.
Fuentes Pérez concluye su estudio sobre esta magistral imagen, de calidad artística insuperable, exponiendo que «su cara envejecida y angustiada por haber negado a su maestro, contrasta en gran hermosura con la figura paciente y amable de Jesús. Los detalles minuciosos de la cabeza y de las manos entrecruzadas recuerdan sobremanera a las esculturas procesionales sevillanas». Un rostro en el que aparece su ya conocida melancolía.

## La procesión y la primitiva Cofradía de San Pedro
El paso de la Negación de San Pedro comenzó a procesionar en la Semana Santa de 1822, aunque el paso ya existía desde 1719. La cofradía de San Pedro fue fundada el 7 de noviembre de 1661. Dicha cofradía acogía en su seno a todo el clero de la capital palmera, siendo los propios sacerdotes los que portaban el trono y las cruces y estandartes procesionales. Por este motivo se llegó a denominar durante mucho tiempo como "la procesión del clero" Sin embargo, la Cofradía fue disuelta en 1866 por existir en ella solamente siete presbíteros.
El ya mencionado sacerdote D. Manuel Díaz, Beneficiado Rector de El Salvador, y don Cristóbal Fierro y Sotomayor, Comisario del Tribunal de la Inquisición, ambos miembros de dicha cofradía, y don José Antonio Valcárcel y Herrera-Leiva, consiguieron en 1819 la licencia para cambiar la ubicación de las primitivas imágenes desde la parte de debajo del coro a la capilla situada en la cabecera de la nave del Evangelio. 
Así, entre las reformas se llevó a cabo, por iniciativa de D. Manuel Díaz, la renovación de las imágenes de la Cofradía entre los años 1821 y 1822 para adaptarlas a las nuevas ideas ilustradas. 
El paso de la Negación de San Pedro procesionaba en la noche del Martes Santo hasta 1957, que se traslada al Lunes Santo por haberse adquirido un nuevo paso compuesto por el Señor atado a la Columna y Ntra. Sra. de la Esperanza. 
En la Semana Santa de la capital palmera fue muy común la interpretación de motetes durante las procesiones. Al majestuoso paso del “Cristo del Perdón” le correspondía el escrito por el sacerdote Manuel Díaz, Et recordatus est Petrus (“Y recordó Pedro”):

Et recordatus est Petrus verba Jesu qui diserta:

‘Priusquam gallus cantet ter me negabis…

## La Cofradía en la actualidad

### La Cofradía
La Cofradía del Cristo Preso y las Lágrimas de San Pedro, también conocida como Cofradía del Señor del Perdón, se fundó el 22 de noviembre de 1992, con el fin de suplir de forma desinteresada y organizada el vacío que existía en el orden procesional de la Parroquia de EL Salvador. Actualmente es la encargada de la organización del cortejo procesional el Lunes Santo y otras celebraciones de la parroquia.

### La banda de Cornetas y Tambores
En 2001 se crea la Banda de Cornetas y Tambores de la Cofradía del Señor del Perdón,  procesionando por primera vez en la noche del Lunes Santo, de la Semana Santa de 2002, haciéndolo ininterrumpidamente en las restantes Semanas Santas hasta la actualidad.
De esta manera, es la única Cofradía que cuenta con su propia banda de Cornetas y tambores en la Semana Santa de Santa Cruz de La Palma, y que está compuesta por 14 miembros, de los cuales, seis tocan cornetas (do y si bemol) y los ocho restantes tocan los siguientes instrumentos: una caja, cuatro tambores, dos timbales redoblantes y un bombo. Las galas que ornamentan los tambores y cornetas son de color granate rematadas con galón dorado y con el escudo de la Cofradía en el centro de las mismas. En cuanto a la vestimenta es la del propio hábito de la Cofradía.

### La Coral
En el año 2002 se crea la Coral de Voces Graves Santísimo Cristo del Perdón con el fin de solemnizar la celebración del Lunes Santo. Con el paso de los años, la Coral fue consolidándose, llegando a prestar los servicios en diversas festividades celebradas en la Parroquia de EL Salvador y fuera de ella, como en las Novenas dedicadas a Nuestra Señora de las Nieves o la Solemnidad de la Inmaculada Concepción del municipio de Breña Alta, entre otras